# 岳阳地区
岳阳地区为湖南省从1964年至1986年存在过的准行政区——地区，其称谓经历过“岳阳专区”到“岳阳地区”，自1983年到1986年存在“岳阳地区”、“地级岳阳市”并存阶段，1986年1月17日撤销并入岳阳市。

## 岳阳专区
1964年4月18日，毛泽东在视察湖南后的返京途中，当列车停靠岳阳车站后，毛泽东对中共湖南省委第一书记张平化说：“岳阳，我在大革命时期来过两次，那时郭亮在这里组织铁路工人大罢工。岳阳自古以来叫巴陵，从南朝时期起设郡，唐朝时叫岳州，后改为府。这里的岳阳楼，李白、杜甫这些名人都留下了很多不朽的诗篇啰！岳阳是诗人、名流荟萃的地方。”说完，他问张平化：“岳阳现在归哪里管?”张平化回答：“解放初期归长沙专区管过一段，现在归湘潭专区管。”毛泽东说：“湘潭专区辖12个县，太大了，应适当划小。”张平化回长沙后，立即召开湖南省委常委会，传达毛泽东的指示。1964年6月，湖南省委决定，单独成立岳阳地委，设立岳阳专署，并决定由湘潭地委书记赵处琪（后任岳阳地委书记）、岳阳县委第一书记张月桂（后任岳阳地委副书记）、临湘县委第一书记李满全（后任岳阳地委副书记、岳阳专员公署专员）具体负责筹建岳阳地委的工作。赵凤祥为副书记，李兴尧、温兰田任副专员。6月9日至11日，湘潭地委召开全会，专门研究湘潭地委划分为湘潭和岳阳两个地委的有关问题。决定采取分步骤、逐步搬的过渡办法，在结束“双抢”和社会主义教育运动第一批试点工作后，再正式划分地委。会后，地委书记赵处琪等去岳阳县勘察地形，规划地委、行署等单位的建设布局及临时办公地点。16日，地委向湖南省委写了《中共湘潭地委关于划分湘潭和岳阳两个地委的报告》。6月13日，湘潭地委通知岳阳、湘阴、临湘、平江4县县委：“地委决定在岳阳成立前线办公室，系地委分片领导性质。负责抓岳阳、湘阴、临湘、平江四县的生产和社会主义教育工作。前线办公室从六月二十日起开始办公，你们以后有关生产和社会主义教育工作，可直接与岳阳前线办公室联系。”7月19日，湘潭地委召开全会，再次研究湘潭、岳阳两个地委分家的问题，决定着手正式分开两个地委。1964年7月20日，湖南省委办公厅下发《关于设立湘潭、岳阳地委的通知》（[1964]027号文）：“为了加强领导，省委决定，中南局同意将湘潭地委划分为湘潭、岳阳两个地委，湘潭地委管辖湘潭、湘乡（注：原属邵阳专区）、醴陵、浏阳、茶陵、攸县、酃县等县；岳阳地委管辖岳阳、湘阴、平江、临湘、华容（注：原属益阳专区）等县。湘潭地委设在湘潭市，岳阳地委设在岳阳市（注：实为岳阳县。1960年1月，岳阳县城关镇建岳阳市。1962年10月恢复为岳阳县城关镇）。从八月一日正式开始办公”，并确定湘潭地委确定“干部四六开”，60％的干部留湘潭，40％的干部到岳阳。7月22日，湘潭地委向湖南省委写了《中共湘潭地委关于湘潭、岳阳两个地委分家问题的第二次报告》。建专区的经费只有130万元(从湘潭专区分出30万元，省里拨给100万元)，而这些经费要分摊到地委、专署以及地直机关等共36个单位，除了从湘潭带过来一部分办公用具外，其他一切都要建设和添置。
1964年8月1日，岳阳地委、岳阳专区行署干部全部到岗，分别到南正街岳阳县交通局、岳阳饭店开始办公；中共岳阳地委在岳阳县城关镇正式挂牌办公。8月10日，湖南省人民委员会颁发湖南省岳阳专员公署铜印一颗，自即日起正式启用，岳阳专员公署机关正式开始办公。1964年8月27日湖南省人民委员会第二届第三十一次会议通过通过设立岳阳专员公署的决定。9月3日，湖南省人民委员会行文内务部，请转呈国务院审批：“为了加强领导，决定将我省原湘潭专区划分为湘潭、岳阳两个专区。湘潭专区辖湘潭、攸县、茶陵、浏阳、醴陵、酃县六个县；岳阳专区辖岳阳、湘阴、平江、临湘、华容（原属益阳专区）五个县。湘潭专员公署设（在）湘潭市，岳阳专员公署设（在）岳阳县城关镇。”9月22日，国务院以（64）国内字441号文批准：设立岳阳专员公署，驻岳阳县，领导原属湘潭专区的岳阳、湘阴、平江、临湘四个县及原属益阳专区的华容县。10月6日，湖南省人民委员会下发通知（会办秘字第666号）：设立岳阳专员公署，驻岳阳县；辖平江、岳阳、湘阴、临湘、华容五县。 
1966年1月18日，自湘阴县析置汨罗县；岳阳专区辖6县。

## 岳阳地区
- 1970年岳阳专区改称岳阳地区，地区驻岳阳县。辖岳阳、临湘、平江、汨罗、湘阴、华容等6县。
- 1975年12月29日，自岳阳县复置岳阳市，由岳阳地区领导。岳阳地区驻岳阳市，辖1市、6县。
- 1981年10月20日，撤销岳阳县，并入岳阳市。

## 地市并存
1983年2月8日国务院【国函[1983]12号】决定：撤消岳阳地区，岳阳市升格为地级市，并析置岳阳县；原岳阳地区所属平江、临湘、华容和汨罗4县及岳阳县划归岳阳市，湘阴县划归长沙市。1983年7月13日国务院【国函[1983]137号】决定恢复岳阳地区，辖原4县（除外岳阳县）及长沙市的湘阴县，行署寄治岳阳市区。
1984年4月6日，岳阳地区临湘县的部分地区划归岳阳市，设立岳阳市南区、北区、郊区。

## 地市合并
1986年1月17日，岳阳地区撤销，原岳阳地区所辖5县全部划归岳阳市。岳阳地区撤销时辖5县即湘阴、平江、临湘、华容和汨罗县。
岳阳地区并入岳阳市后，岳阳市辖3市辖区、6县。分别如下：
- 3市辖区：南区、北区、郊区；
- 6县：岳阳县、湘阴县、平江县、临湘县、华容县和汨罗县。

1. ↑  来源：《岳阳市志 12 人物卷》当代（1950～1999）外籍 毛泽东
2. ↑  .   [2021-12-03]. （原始内容存档于2021-12-03）.
3. ↑  《中共岳阳市地方史 第2卷 1949-1978》